# Terriccio (Castellina Marittima)
Terriccio (già Doglia) è una frazione del comune italiano di Castellina Marittima, nella provincia di Pisa, in Toscana.

## Geografia fisica
Terriccio dista circa 18 km dal proprio capoluogo comunale, mentre dista da Pisa poco più di 60 km.

## Storia
Il territorio del Terriccio risulta abitato dall'epoca etrusca fino al tardo periodo repubblicano di Roma, come dimostrano numerosi ritrovamenti di lavorazioni metalliche antiche.
La sua origine come borgo, tuttavia, è da far risalire all'epoca altomedievale, quando la località è citata con il nome di Doglia ed è documentata qui la presenza di un'importante chiesa dedicata a san Donato. Il documento più antico relativo a questo castello risale al 15 maggio 1053 ed è nuovamente ricordato in una bolla di papa Pasquale II spedita da Firenze il 19 settembre 1106. Il borgo era proprietà dei Gaetani di Pisa, ceduto loro in enfiteusi dall'arcidiocesi di Pisa tra il XIII e il XIV secolo, e rimase loro possesso fino alla fine del XVIII secolo, quando fu acquistato dai principi Poniatowski, emigrati dalla Polonia. La chiesa di San Donato, invece, era stata soppressa nel 1492 ed unita alla pieve di San Giovanni di Castellina.
Il borgo, abbandonato per le continue guerre e pestilenze, fu trasformato in tenuta con fattoria agricola ed acquistata nella prima metà del XX secolo dai conti Serafini Ferri.

## Monumenti e luoghi d'interesse
Al centro del paese sorge la fattoria con villa padronale sede della storica tenuta, con chiesetta recentemente restaurata ma di struttura risalente al XV secolo. Sul colle che sovrasta Terriccio a nord-est si trovano i ruderi di un castello di origine medievale – di difficile individuazione – noto con il nome di "Castelluccio".

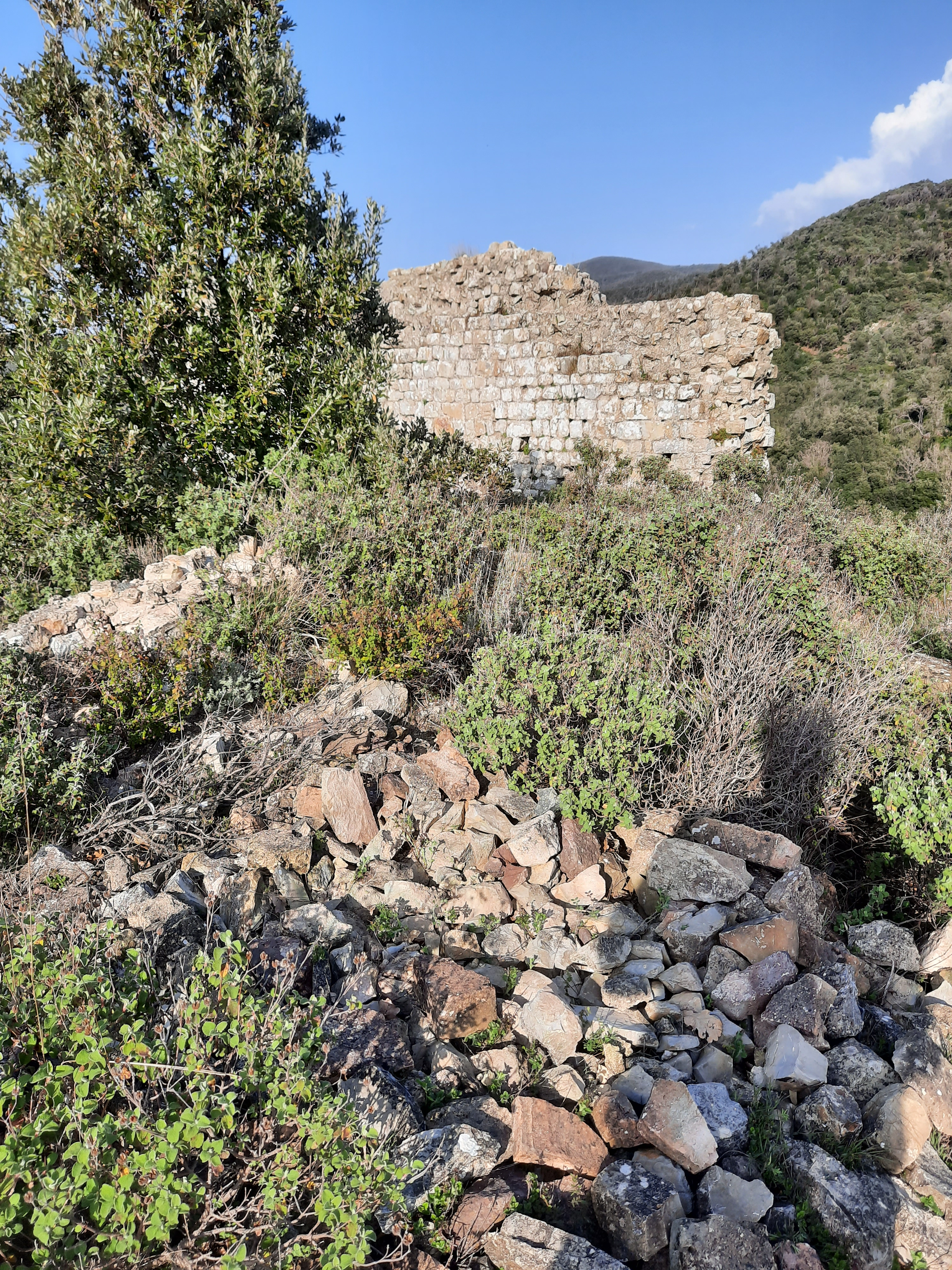
Rovine del sito del Castello di Doglia